# Imre Schöffer
Imre Schöffer (häufig auch Schoffer oder Schaffer; * 1884 in Budapest; † 31. Mai 1938) war ein ungarischer Fußballspieler und -trainer.

## Werdegang
Schöffer war Ingenieur bei der staatlichen ungarischen Eisenbahngesellschaft Magyar Államvasutak (MÁV) und spielte mindestens 1905 für den Magyar AC Budapest (MAC) in der höchsten ungarischen Fußballliga, der Nemzeti Bajnokság.
Im Jahr 1921 wurde er von Camillo Martinoni, dem damaligen Präsidenten des Foot Ball Club Brescia mit Erlaubnis des ungarischen Fußballverbandes als Trainer nach Italien geholt, wo er mit Jenő Károly einer der ersten ungarischen Übungsleiter war. Im Jahr 1923 schloss er sich dem FC Legnano an, den er zwei Spielzeiten lang in der Prima Divisione betreute. In der Saison 1925/26 trainierte Schöffer Hellas Verona und erreichte mit dem Team Rang vier in Gruppe 1 der Lega Nord.
In der Spielzeit 1926/27 fungierte Imre Schöffer als Trainer des Foot Ball Club Torino. Nachdem die Mannschaft um Größen wie Julio Libonatti, Gino Rossetti oder Adolfo Baloncieri sich in Gruppe B der Vorrunde als Erster durchgesetzt hatte, schloss Torino auch die Finalrunde mit sieben Siegen in zehn Partien auf Rang eins ab und gewann zum ersten Mal in der Vereinsgeschichte die Italienische Meisterschaft. Jedoch wurde dieser Titel Anfang November desselben Jahres wegen eines Bestechungsskandals (Caso Allemandi) aberkannt.
Schöffer hatte Turin bereits im Sommer 1927 verlassen und war zum FC Legnano zurückgekehrt. Er erreichte mit dem Klub aus der Lombardei in der Spielzeit 1927/28 in der mittlerweile zweitklassigen Prima Divisione in Gruppe B Rang zwei hinter der US Biellese und dadurch – bedingt durch die Neuordnung der italienischen Fußballmeisterschaften – den Aufstieg in die Divisione Nazionale.
Im Jahr 1928 kehrte Schöffer nach Brescia zurück. In der Spielzeit 1928/29 erreichte der mit dem Klub in der Meisterschaftsgruppe B punktgleich mit Juventus Turin Rang drei. In der ersten Saison der Serie A, die 1929/30 als erstmals eingleisige Italienische Fußballmeisterschaft eingeführt wurde, erreichte Schöffer mit Brescia Rang zehn von 18 Mannschaften. Nach Rang neun in der Saison 1930/31 wurde der FBC Brescia in der Spielzeit 1931/32 17. der Serie A und stieg in die Serie B ab.
Nach diesem Misserfolg verließ Schöffer Brescia und wechselte ins toskanische Siena zur SS Robur. Er erreichte mit dem Klub, der während seiner Amtszeit in AC Siena umbenannt wurde, 1932/33 Rang sechs und 1933/34 Rang fünf in Gruppe F der nunmehr drittklassigen Prima Divisione.
In der Saison 1934/35 trainierte Imre Schöffer die Unione Sportiva Fascista Salernitana und führte den Klub aus Kampanien auf Rang sechs in Gruppe D der Serie C. Nachdem Anfang der 1930er Jahre der Sport und vor allem der Calcio zunehmend in den Fokus der faschistischen Machthaber geraten war – im Zuge der Italianisierung mussten viele Vereine englische Teile ihres Namens durch italienische ersetzen – verschlechterten sich die Arbeitsbedingungen für ausländische Trainer. Schöffer ging aus diesem Grund nach seinem Engagement in Salerno zurück in seine Heimat, wo er weiter als Trainer aktiv war. Er starb Ende Mai 1938.

## Erfolge
- Italienischer Meister: 1926/27 (aberkannt infolge des Bestechungsskandals Caso Allemandi)